# أخوات في الجريمة

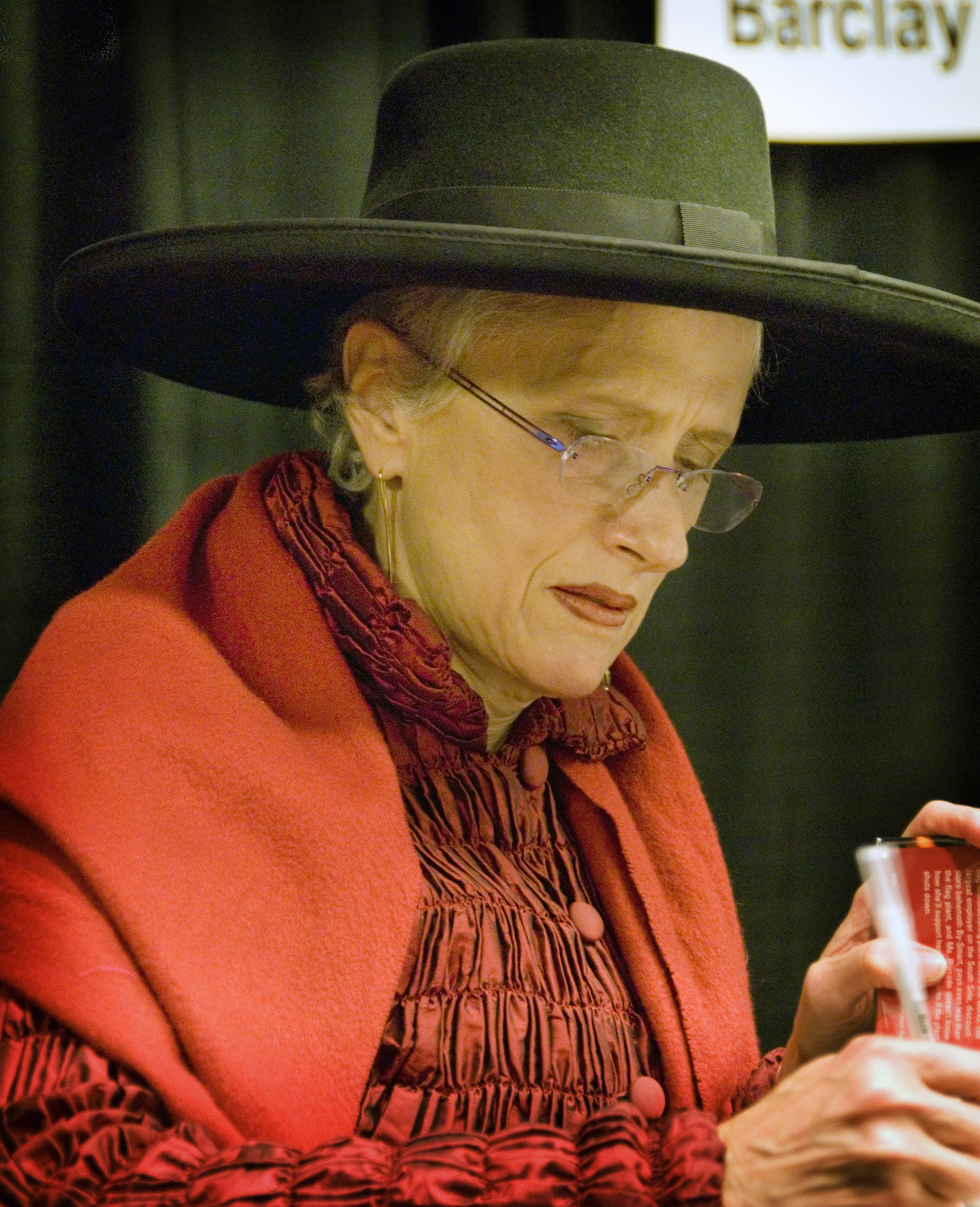

أخوات في الجريمة (بالإنجليزية: Sisters in Crime)، منظمة تضم 3600 عضواً في 48 فرعٍ حول العالم، توفر هذه المنظمة شبكة اجتماعية لتقديم النصيحة والدعم لكتّأب قصص الغموض. وأعضاء هذه المنظمة هم من الكتّأب والقرّاء والناشرين والوكلاء وبائعي الكتب وأمناء المكتبات الذين يجمعهم محبتهم لهذا النوع من قصص الغموض ودعمهم للنساء اللواتي يكتبنها.
وقد كان من بين الأحداث التي أدت إلى تكون منظمة «أخوات في الجريمة» مؤتمر عقد في كلية هانتر حول «النساء في أدب الغموض» عام 1986، والذي تحدثت فيه سارة باريتسكي حول الاستخدام المتزايد للسادية ضد النساء في أدب الغموض؛ وخطاب من فيليس ويتني إلى منظمة "كتاب أدب الغموض بأمريكا" مشيراً فيه إلى أن النساء لم يتم ترشيحهن للجوائز قط؛ عُقد الاجتماع الأولي للنساء المهتمات بتجمع باوتشركون العالمي لأدب الغموض في أكتوبر من 1986 في بالتيمور وعقدته سارة باريتسكي؛ وعقد اجتماع في علّية ساندرا سكوبوتون خلال أسبوع الإحتفال بالكاتب إدجار، وخلاله تشكلت المنظمة.

## بيان رسالة أخوات في الجريمة
«لمكافحة التمييز ضد المرأة في أدب الغموض، وتثقيف الناشرين والجمهور العام بعدم المساواة التي تطال معاملة المؤلفات، ولرفع مستوى الوعي لمساهماتها في هذا المجال، وتعزيز التقدم المهني للنساء الذين يكتبون أدب الغموض.»

## وصلات خارجية
- الموقع الرسمي لأخوات في الجريمة
- أخوات في الجريمة سان دييغو، فرع كاليفورنيا
- أخوات في الجريمة جيرسي، نيوجرسي
- أخوات في الجريمة، أستراليا